# Об'єкт 940
«Об'єкт 940» — радянська дослідна десантована плавуча командно-штабна машина. Розроблялася на Волгоградському тракторному заводі. Серійно не випускалась.

## Історія створення
Транспортна база «Об'єкту 940» була створена в 1976 році на базі легкого плавучого десантованого танка Об'єкт 934 «Суддя». Роботи проводилися під керівництвом Шабаліна А. В.. У середині 1970-х було розгорнуто роботи зі створення автоматизованої системи управління військами «Маневр». Проєктування командно-штабних машин велося на транспортній базі багатоцільового транспортера МТ-ЛБу. За рядом характеристик шасі МТ-ЛБу погано підходило для розміщення спеціального обладнання та особистого офіцерського складу, тому викликало нарікання управління-замовника. Для усунення зауважень і поліпшення експлуатаційних характеристик систем командно-штабних машин у січні 1980 року були розгорнуті роботи по заміні базового шасі МТ-ЛБу на нове, на базі легкого танка «Об'єкт 934». До середини 1980 року на Волгоградському тракторному заводі були зібрані два дослідні зразки, а потім відправлені до Мінська, де передбачалося проведення масштабних навчань «Захід-80», на яких була запланована демонстрація нової бронетехніки Генеральному секретарю Л. І. Брежнєву. Однак, у зв'язку з хворобою генерального секретаря навчання були перенесені на 1981 рік. Замість Л. І. Брежнєва техніка була продемонстрована маршалу військ зв'язку А. І. Бєлову. Під час демонстрації, А. І. Бєлов заявив, що «Нам ці машини не потрібні». Через два місяці все спеціальне обладнання з дослідних зразків «Об'єкту 940» було демонтовано, а шасі повернуті на Волгоградський тракторний завод. Подальша робота зі створення командно-штабних машин АСУВ «Маневр» проходила тільки з використанням шасі МТ-ЛБу.

## Опис конструкції
За базу взято шасі «Об'єкту 934». Машина може десантуватися парашутним способом і має обладнання для самообкопування.

### Броньовий корпус і башта
Корпус зварений з алюмінієвих броньових листів і забезпечує протикульовий захист. У кормовій частині корпусу розташоване моторно-трансмісійне відділення. Рубка розташована в носовій частині корпусу. У рубці розташовані відсіки управління і засоби зв'язку.

### Озброєння
Як основне озброєння використовується 7,62 мм кулемет 6П10 (бронетранспортерний варіант кулемета Калашникова (ПКБ)). Боєкомплект, становив 500 патронів.
Так само на машині були встановлені 4 гранатомети системи постановки димової завіси 902Г «Туча», для стрільби 81 мм димовими гранатами.

### Ходова частина
Ходова частина «Об'єкту 940» була гусеничним рушієм з гідропневматичною підвіскою. Підвіска забезпечувала високу плавність ходу по пересіченій місцевості. Механізм натягу гусениць — гідравлічний. Машина була здатна змінювати кліренс в межах від 100 до 500 мм. Для пересування по воді, в кормі машини були встановлені два водомети, які забезпечували швидкість плаву більше 10 км/год.

## Екземпляри які збереглися
На даний час (2010 рік) один з екземплярів знаходиться у Танковому музеї у місті Кубинка.